# Dimitris Diamantidis
Dimitris Diamantidis (řecky: Δημήτρης Διαμαντίδης; 6. května 1980 Kastoria) je bývalý řecký basketbalista. S řeckou mužskou basketbalovou reprezentací vyhrál mistrovství Evropy v roce 2005 a přivezl si stříbrnou medaili z mistrovství světa v roce 2006. Na klubové úrovni jsou jeho největším úspěchem tři vítězství v Eurolize, nejprestižnější evropské klubové soutěži, v dresu Panathinaikos BC (2007, 2009, 2011). V roce 2011 byl nejužitečnějším hráčem Euroligy. Kraluje historické tabulce Euroligy v asistencích a ziscích. V roce 2007 byl zvolen nejlepším evropským basketbalistou roku v anketě Mr. Europa, pořádanou italským týdeníkem Superbasket. Ve stejném roce byl zvolen řeckým sportovcem roku. V současnosti je generálním manažerem Panathinaikosu.